# 1149
El 1149 (MCXLIX) va ser un any comú que va començar en dissabte del calendari julià.

## Esdeveniments
Països Catalans
- 24 d'octubre - Lleida: al-Mudhàffar lliura la ciutat als comtes Ramon Berenguer IV de Barcelona i Ermengol VI d'Urgell.[1]
- 24 d'octubre - Fraga i Mequinensa (el Baix Cinca): Ramon Berenguer IV conquereix aquestes viles.[2]

Món
- Primavera - L'emperador Manuel I recupera Corfú amb l'ajuda dels venecians, que derroten la flota siciliana. Durant el setge de tres mesos, l'almirall bizantí Stephen Kontostephanos és assassinat per una pedra llançada per una catapulta. Manuel prepara una ofensiva contra els normands; El rei Roger II envia una flota (uns 40 vaixells) a les ordres de Jordi d'Antioquia, per saquejar els suburbis de Constantinoble.[3]
- 8 d'abril - El papa Eugeni III es refugia al castell de Tusculum on coneix Lluís VII i Elionor d'Aquitània. Intenta reunir la parella insistint a restaurar l'amor entre ells.[4]

## Naixements
Països Catalans
Món

## Necrològiques
Països Catalans
- 15 de gener - Palència: Berenguera de Barcelona. reina consort de Lleó (1126-1149) i emperadriu consort de Castella i Lleó (1135-1157)

Món